# Julia Drusilla (fille de Caligula)
Pour les articles homonymes, voir Julia Drusilla (sœur de Caligula).
Julia Drusilla (latin : IVLIA•DRVSILLA), née en décembre 39 ou janvier 40[réf. nécessaire] et assassinée en janvier 41, est l'unique enfant et fille de l'empereur Caligula et de sa quatrième et dernière femme Cæsonia Milonia. 

## Biographie
Elle reçoit son nom de sa tante et sœur favorite de son père Caligula, Julia Drusilla. Elle naît peu de temps après le mariage entre Caligula et Cæsonia (d'après certaines sources elle serait née le même jour que le mariage). Cæsonia a déjà trois filles de son premier mariage. 
Quand Drusilla est née, Caligula l'emmène dans un temple qui abrite des statues de déesses et la met sur les genoux de Minerve, demandant à la déesse de soigner et d'éduquer sa fille. Selon l'historien antique Suétone, Caligula croit que Minerve supervise l'éducation et la croissance de sa fille.
Suétone affirme, en outre, que lorsqu'elle joue avec d'autres enfants, elle les attaque et essaie de griffer leurs yeux. Cette violence permet à Caligula d'indiquer fièrement qu'il n'y a pas à contester la paternité de la fille. Elle devient définitivement son enfant.
La naissance de Julia Drusilla donne à Caligula une excuse pour imposer des taxes plus lourdes sur l'Empire. Selon Suétone, prétextant sa pauvreté, Caligula demande au peuple de Rome de l'aide pour son éducation et à sa dot.
Le 24 janvier 41, Caligula est assassiné par une conspiration de la Garde prétorienne menée par Cassius Chaerea. Cæsonia et Drusilla ne lui survivent que quelques heures. Selon Suétone, « l'épouse de Caius, Cæsonia, périt en même temps que lui, sous le glaive d'un centurion, et sa fille fut écrasée contre un mur » à l'âge de 13 ou 14 mois.